# 창경궁 옥천교
창경궁 옥천교(昌慶宮 玉川橋)는 창경궁의 정문인 홍화문(弘化門) 앞을 흐르는 금천(禁川)인 옥류천을 가로 질러 놓여 있는 다리이다. 궁궐의 정전(正殿)에 들어갈 때에는 반드시 정전의 정문과 궁궐대문 사이를 흐르게 한 금천을 건너게 되는데, 옥천교가 바로 금천 위에 놓은 다리이다. 창경궁의 정문인 홍화문과 정전인 명정전(明政殿)의 대문인 명정문(明政門) 사이에 위치하고 있다. 
옥천교(玉川橋) 명칭은 창경궁 내 건물 이름과 마찬가지로 당시 의정부 좌찬성이었던 서거정(徐居正)이 지은 것이다. 이곳은 산천의 정기를 옮겨다 주는 명당수가 흐르는 곳이라고 한다.

## 개요
이 돌다리는 창경궁의 정문인 홍화문에 들어서면, 북에서 남으로 흐르는 옥류천을 가로 질러 있는 것으로 산천의 정기를 옮겨다 주는 명당수가 흐르는 곳이다. 전체적인 형태는 반원아치형태의 홍예(紅霓) 2개를 이어붙여 안정감이 느껴지며, 궁궐의 다리에 맞는 격식을 갖추고 있다.
홍예가 이어지는 공간에는 억센 표정을 하고 있는 도깨비얼굴을 새겨놓아 주의를 끄는데, 공간에 맞추려는 듯 이마가 넓고 턱이 좁아 삼각형을 이루고 있다. 다리의 양옆에 두어 이 곳을 오가는 이들을 보호하려는 의도로 보여진다. 다리 위는 중간부분이 무지개처럼 약간 둥그스름하며, 다리의 너비는 널찍하게 두었는데, 이는 임금님이 거동할 때 좌우를 옹위하는 의장대 행렬까지 고려한 것이다. 다리의 좌우로는 아름다운 난간을 세우고 양끝의 기둥 위에는 돌짐승을 둥글게 깎아 두었다.
궁궐 안의 다리인 만큼 각 부분의 양식과 조각이 특별하며, 특히 다른 궐의 어느 것보다도 아름다운 모습을 지니고 있어 이 다리만 보물로 지정되어 있다. 만들어진 시기는 창경궁을 짓던 때와 연관지어 조선 성종 14년(1483)인 것으로 여겨진다.

## 특징
전체적인 형태는 무지개 모양의 홍예(虹霓) 2개를 이어 붙여 안정감이 느껴지며, 궁궐의 다리에 맞는 격식을 갖추고 있다. 이 돌다리는 두 개의 아치를 틀고서 그 위에 장대석(長臺石)으로 귀틀을 짜고, 장대석과 판석(板石)을 끼워 넣어 바닥을 만들고, 양옆에 아름다운 돌난간을 세웠다. 옥천교의 양끝에는 석수(石獸)를 돌로 깎아 세웠으니 이런 양식은 창덕궁의 금천교(錦川橋)나 경복궁의 영제교(永濟橋)와 같은 류의 것이다. 
홍예가 이어지는 난간 아래의 공간에는 억센 표정을 하고 있는 도깨비(나티) 얼굴을 돌에 새겨놓았는데, 공간에 맞추려는 듯 이마가 넓고 턱이 좁아 역삼각형 모양이다. 다리의 양옆에 두어 이 곳을 오가는 이들을 보호하려는 의도로 보인다. 다리 위는 중간부분이 무지개처럼 약간 둥그스름하며, 다리의 너비는 널찍하게 두었는데, 이는 왕이 거동할 때 좌우를 옹위하는 의장대 행렬까지 고려한 것이다. 다리의 좌우로는 아름다운 난간을 세우고 양끝의 기둥 위에는 돌짐승을 둥글게 깎아 두었다. 
궁궐 안의 다리인 만큼 각 부분의 양식과 조각이 특별하며, 특히 다른 궁궐의 어느 것보다도 아름다운 모습을 지니고 있어 이 다리만이 독립적으로 보물로 지정되어 있다.

## 갤러리

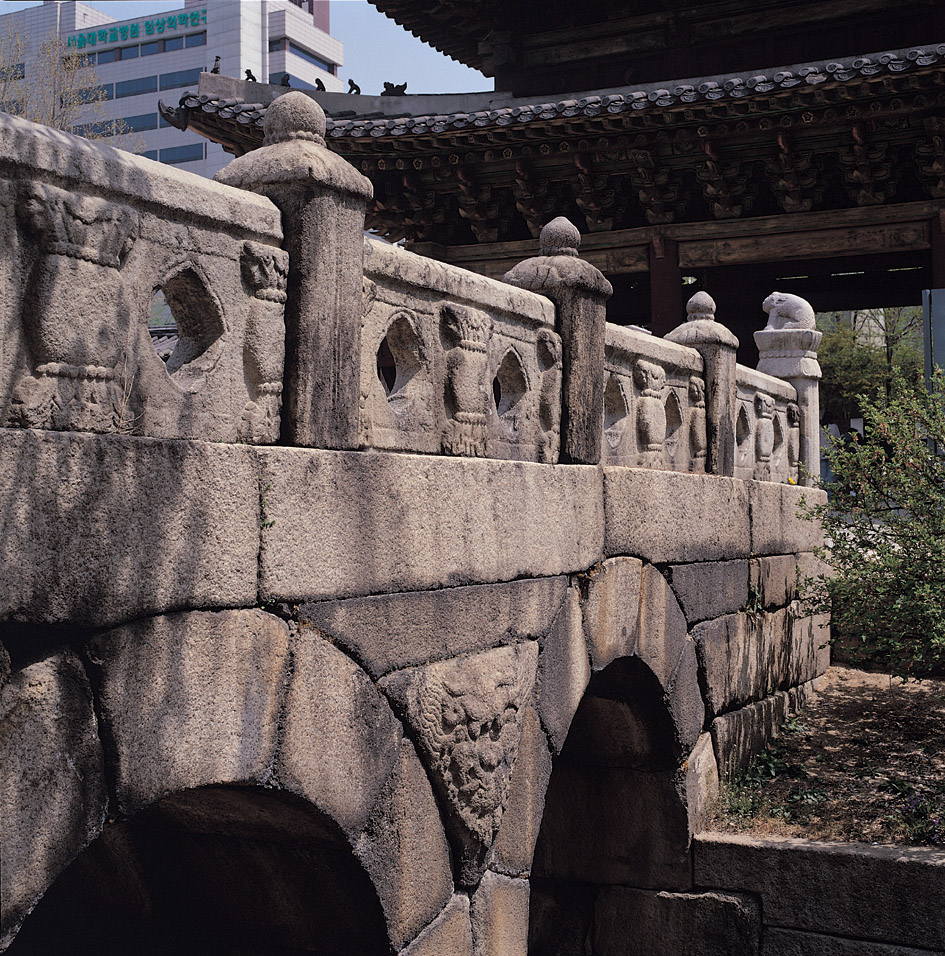
창경궁 옥천교 난간
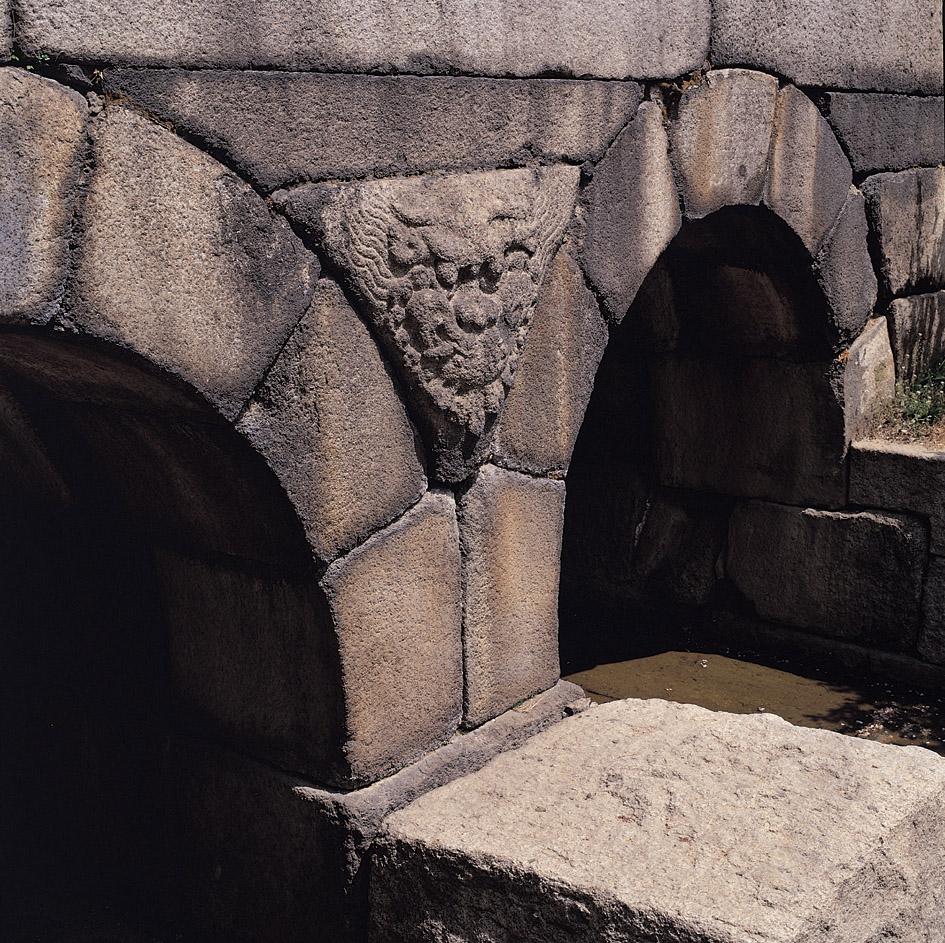
창경궁 옥천교 홍예틀 사이 삼각형 공간의 귀면 조각
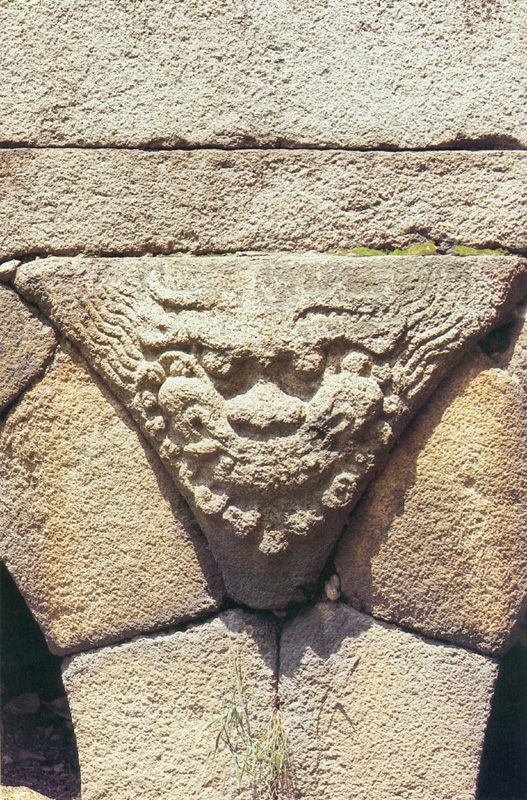
귀면상
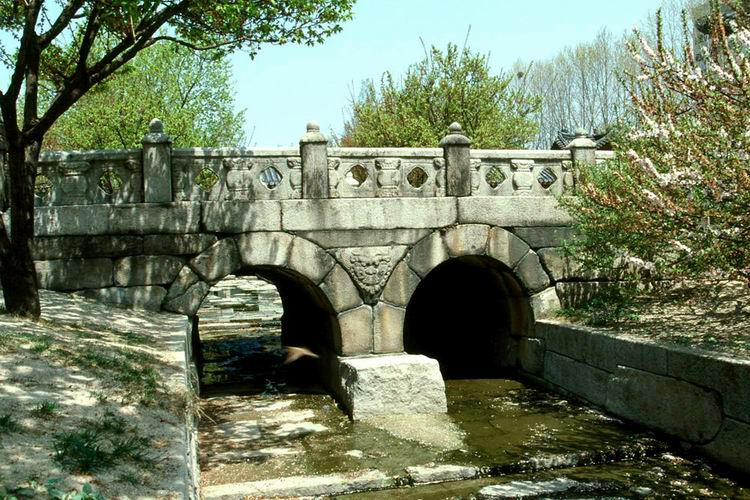
창경궁 옥천교

## 참고 자료
- 창경궁 옥천교 - 국가유산청 국가유산포털
- 본 문서에는 서울특별시에서 지식공유 프로젝트를 통해 퍼블릭 도메인으로 공개한 저작물을 기초로 작성된 내용이 포함되어 있습니다.